# Generación Mao
Generación Mao: las voces de una generación silenciada es un libro sobre la historia del siglo XX de China contada por gente normal a través de las entrevistas periodísticas realizadas por la autora, Xue Xinran, publicado el año 2008.

## Sinopsis
Generación Mao: las voces de una generación silenciada surge con la semilla de veinte años de entrevistas a las dos últimas generaciones en China realizadas por Xinran periodista y continuadas con el objetivo de que se "restaure una historia moderna real de China, de personas reales después de que la mayor parte de la evidencia histórica fuera destruida en la Revolución Cultural" según palabras de la escritora.

## Historia
Generación Mao: las voces de una generación silenciada se genera a partir de la historia oral recogida en las entrevistas de investigación realizadas por la escritora Xinran tras seleccionar a las personas con trabajos poco reconocidos socialmente, que no son famosas, entre todas las personas que había entrevistado durante más de 20 años en su trabajo como periodista en China. Realizó una primera selección de 50 personas y de ahí una selección definitiva de un grupo de once personas. A partir de las entrevistas, las grabaciones registradas y la estructura planificada con el objetivo de desvelar la historia de China en el siglo XX, nace este libro publicado inicialmente en inglés, en octubre de 2008, como un trabajo de periodismo científico.
Xinran explica en una entrevista publicada por The Guardian el 13 de julio de 2002 que en China hasta fines de la década de 1980, cuando terminó la Revolución Cultural y el hielo político (diálogo) comenzó a derretirse, tocar o abrazar podía llevar a la crítica o al encarcelamiento. El sexo fue visto como una característica definitoria del comportamiento delictivo. Su programa, "Palabras en la brisa nocturna", que comenzó en 1989, permitió a las personas que habían crecido con la Revolución Cultural hablar abiertamente por primera vez sobre asuntos tan personales, así como sobre asuntos políticos.

## Estructura
En la introducción se expone cómo la selección de las personas entrevistadas específicamente para el libro se seleccionan por su trabajo escasamente reconocido socialmente y porque representan a la mayoría de las veintitrés provincias de China, recorriendo el país de oeste a este, desde la provincia de Xingiang, Gansu, Ningxia, Shaanxi, Sichuan, Henan, Shanxi, Guizhou, Guangxi, Hebei, Shandong, entre otras, las cuatro ciudades Pekín, Tianjin, Chongqing y Shanghái que tienen estatus de municipio bajo jurisdicción central, las cinco regiones autónomas de China y las dos zonas administrativas espaciales. Además se expone un contexto cultural y político de la Historia de China en su trayectoria desde hace más de 5.000 años, hasta la situación del siglo XIX, las guerras del opio y la caída de la dinastía Qing en 1911. Menciona en la introducción como pensaba a menudo en su suegra, la novelista Mary Wesley desde que decidió escribir este libro, en todas las preguntas que la gente hacía sobre la vida liberal e independiente que llevó, preguntas que fue perfilando para hacer a las personas que entrevistó para su libro del tipo,  "¿Se hubiera arrepentido de las decisiones que había tomado?" o ¿Habían merecido la pena?
El nombre de cada persona entrevistada y su perfil profesional sirven para el título de cada uno de los capítulos:
1. Yao Popo: la curandera de Xingyi
2. Una revolucionaria, la mujer de las dos pistolas con su familia en Chengdu
3. Trabajadores del cuerpo CXLVIII en Shihezi. La maestra Sun. Interludio 1: entrevista con un taxista del noroeste.
4. Exploradoras del petróleo en el noroeste de China y en Hezheng
5. Acróbata de Qingdao. Interludio 2: Las costumbres populares en el Tíbet, las cocinas tigre y los judíos chinos.
6. El cantante de noticias de la casa de té tradicional de Linhuan, en la provincia de Anhui
7. El linternero de Qin Huai, Nankín
8. El superviviente de la Larga Marcha
9. La mujer general Phoebe nacida en Estados Unidos. Interludio 3: Cartas de amor. Interludio 4: reflexiones entre líneas
10. El policía de Zhengzhou
11. La zapatera de Zhengzhou.  Interludio 5: encontronazo en el monumento conmemorativo del 4 de mayo.

Se añaden a estos capítulos los cinco interludios que surgen "en la carretera", durante los viajes de un lugar a otro al encuentro de las personas a entrevistar, y un epílogo (narratología) final.

### La acróbata de Qingdao
Durante la entrevista con la acróbata Yishujia, es Xinran la que habla de su familia y le cuenta "Arrodilladas delante del retrato de mi abuelo, varias señoras mayores que habían sido prostitutas en la década de los cuarenta le dijeron a mi tía que mi abuelo les había salvado la vida cuando el Guomindang se dedicó a encarcelar a criminales económicos (lo que incluía a las prostitutas) y a limpiar la sociedad."
Xinran habla en el interludio 2 con un colega periodista chino llamado Tashi mientras viaja desde Qingdao a Nankín sobre varias costumbres populares. Tashi le pregunta si es cierto que "entrevistó a una vieja prostituta que tenía una vida de cuento", Xinran aprovecha para decirle que la está buscando para entrevistarla de nuevo y entre los detalles que de las cosas que ya le ha contado en sus encuentros anteriores durante la década de los noventa, le cuenta que su familia era muy pobre y con unos meses la vendieron a una vieja prostituta en Anhui que la vendió cuando tenía cinco años a uno de los burdeles del "callejón de los polvos faciales". 

### El linternero de Qin Huai
Cuando Xinran le pregunta al señor Huadeng, el linternero de Nankín, sobre lo que le causó más penurias y más alegrías en su vida, Huadeng responde "Lo más duro es imaginar nuevas formas para las linternas. Diseñar es lo más duro. Hacer una linterna de nenúfar, o de flor de loto, o de dragón, o de león, nada de eso es duro. Lo que es duro es pensar las formas. Si no la diseñas bien, la linterna no funcionará. Antes de hacer una linterna con una nueva forma tenemos que dibujar un diagrama simple y anotar las medidas. No se puede empezar a hacer nada hasta que la tienes bien bosquejada."

### La mujer general Phoebe nacida en Estados Unidos
Phoebe nació en Columbus (Ohio) en 1930 y regresó con sus padres a China antes de la segunda guerra sino-japonesa, continuó sus estudios e ingresó en el ejército donde alcanzó el grado de general. Al hablar de las mujeres chinas, la general dice "En cierto modo, y dentro de unos límites definidos, la liberación de las mujeres en China ha sido más profunda que en ningún otro sitio. La emancipación de la mujer profesional urbana ha sido maravillosa, y mi madre fue testigo de ese cambio."

### Interludio 5: encontronazo en el monumento conmemorativo del 4 de mayo
Xinran tiene un encontronazo con un agente de seguridad que le exige un permiso para poder hacer un vídeo en el monumento patriótico del 4 de mayo que se encuentra al lado del museo de la Universidad de Pekín. El monumento conmemora la movilización de miles de estudiantes, en la Plaza de Tiananmén de Pekín y en otras ciudades chinas, el 4 de mayo de 1919, con una gran movilización de resistencia en todo el país reivindicando la soberanía con exigencias como "Neguémonos a firmar el tratado de paz" y "Abolición de las veintiuna demandas", para protestar por los acuerdos de la Conferencia de Paz de París (1919) al finalizar la Primera Guerra Mundial.

### Epílogo
Xinran se pregunta si lo que escribe y las experiencias que describe son parte "de esas cosas que no se pueden decir con seguridad", en alusión a las muchas veces que diferentes personas entrevistadas habían utilizado la expresión "no puedo decirlo con seguridad". Xinran busca la seguridad a la hora de seleccionar el texto en la escritura y redacción de este libro, Generación Mao, a partir de todas las voces y grabaciones de las personas entrevistadas.